# プリースト…ライヴ!
『プリースト…ライヴ!』（Priest...Live!）は、ジューダス・プリーストが1987年に発表したライヴ・アルバム。

## 解説
『イン・ジ・イースト』（1979年）以来8年ぶりのライヴ・アルバム。オリジナル盤は2枚組LPで、『イン・ジ・イースト』と重複した楽曲は1曲もない。アルバム『ターボ』の発表に伴い1986年に行われた"Fuel For Life Tour"のうち、ダラス公演とアトランタ公演の音源が使用され、ミックス・ダウンはマイアミで行われた。
初CD化の際は1枚にまとめられたが、2002年のリマスター盤ではライヴ音源3曲がボーナス・トラックとして追加され、収録時間の関係から2枚組CDとなっている。ボーナス・トラックの「復讐の叫び」は1982年のメンフィス公演、「鋼鉄の魂」は1984年のロングビーチ公演、「殺戮の聖典」は1986年のセントルイス公演でのライヴ音源を使用している。

## 収録曲
特記なき楽曲はロブ・ハルフォード、K. K. ダウニング、グレン・ティプトンの共作。

### ディスク1
1. 孤独の叫び - Out in the Cold - 6:51
2. 嵐のハイウェイ - Heading Out to the Highway - 4:53
3. メタル・ゴッズ - Metal Gods - 4:11
4. ブレイキング・ザ・ロウ - Breaking the Law - 2:42
5. 誘惑の牙 - Love Bites - 5:27
6. 叛旗の下に - Some Heads Are Gonna Roll (Bob Halligan, Jr) - 4:23
7. 死の番人 - The Sentinel - 5:13
8. プライヴェイト・プロパティ - Private Property - 4:52

### ディスク2
1. 野獣のロックン・ロール - Rock You All Around the World - 4:41
2. エレクトリック・アイ - Electric Eye - 4:19
3. ターボ・ラヴァー - Turbo Lover - 5:53
4. フリーホイール・バーニング - Freewheel Burning - 5:01
5. ペアレンタル・ガイダンス - Parental Guidance - 4:11
6. リヴィング・アフター・ミッドナイト - Living After Midnight - 7:24
7. ユーヴ・ガット・アナザー・シング・カミング - You've Got Another Thing Comin' - 8:05
下記3曲は2002年リマスターCDのボーナス・トラック。
8. 復讐の叫び - Screaming for Vengeance - 5:55
9. 鋼鉄の魂 - Rock Hard, Ride Free - 6:42
10. 殺戮の聖典 - Hell Bent for Leather (Glenn Tipton) - 4:43

## 参加ミュージシャン
- ロブ・ハルフォード：ボーカル
- K. K. ダウニング：リードギター
- グレン・ティプトン：リードギター
- イアン・ヒル：ベース
- デイヴ・ホーランド：ドラムス